# Hołowaniwsk
Hołowaniwsk (ukr. Голованівськ, Hołowaniwśk) – osiedle typu miejskiego na Ukrainie, w obwodzie kirowohradzkim, siedziba administracyjna rejonu hołowaniwskiego, nad Kajnarą. W 2020 roku liczyło ok. 5,8 tys. mieszkańców.

## Opis

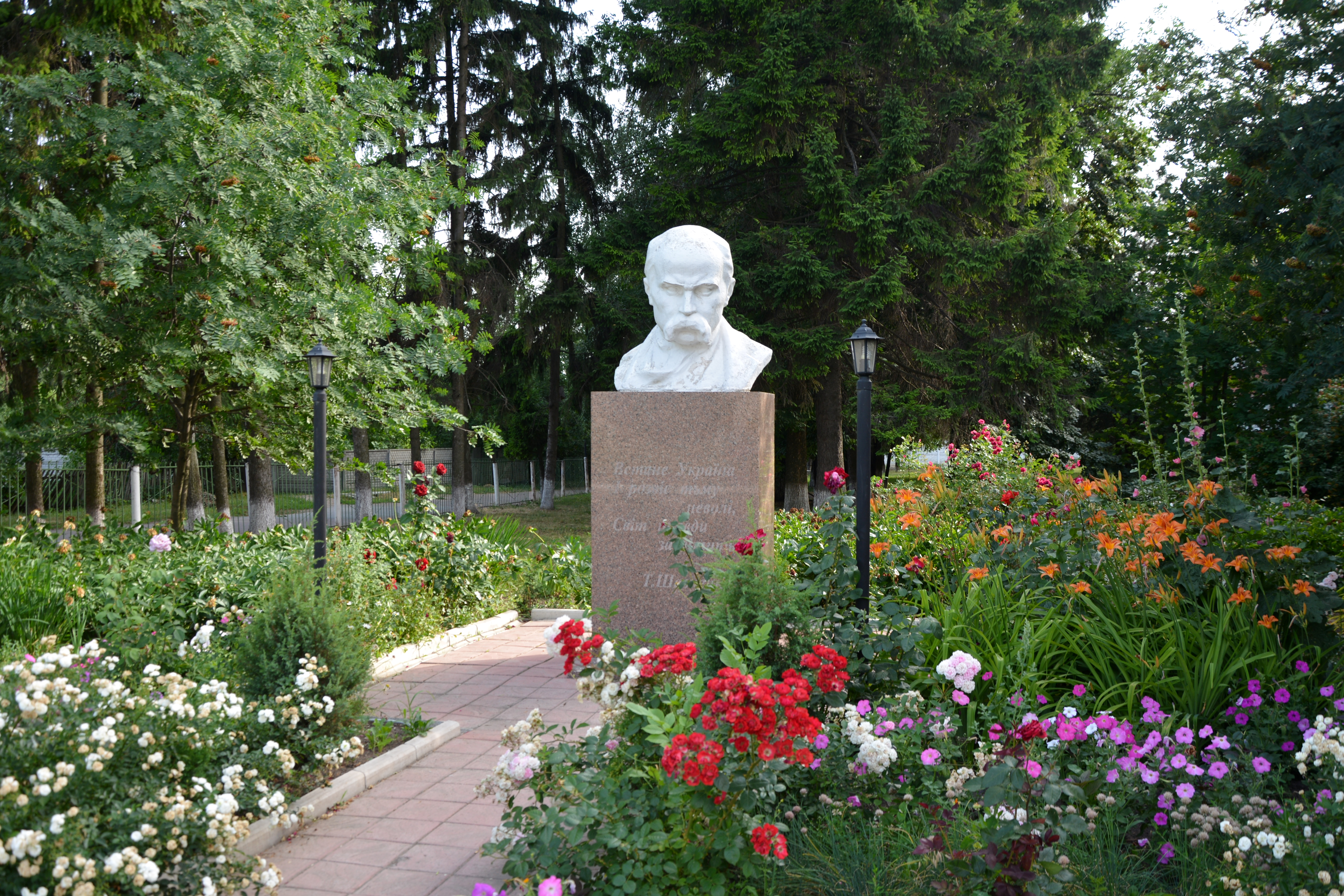
pomnik Tarasa Szewczenki

Hołowaniwsk położony jest w zachodniej części obwodu kirowogradzkiego. Przez jego terytorium przepływa rzeka Kajnara.
Dociera tu kolej wąskotorowa Rudnycia – Hołowaniwsk.

## Historia

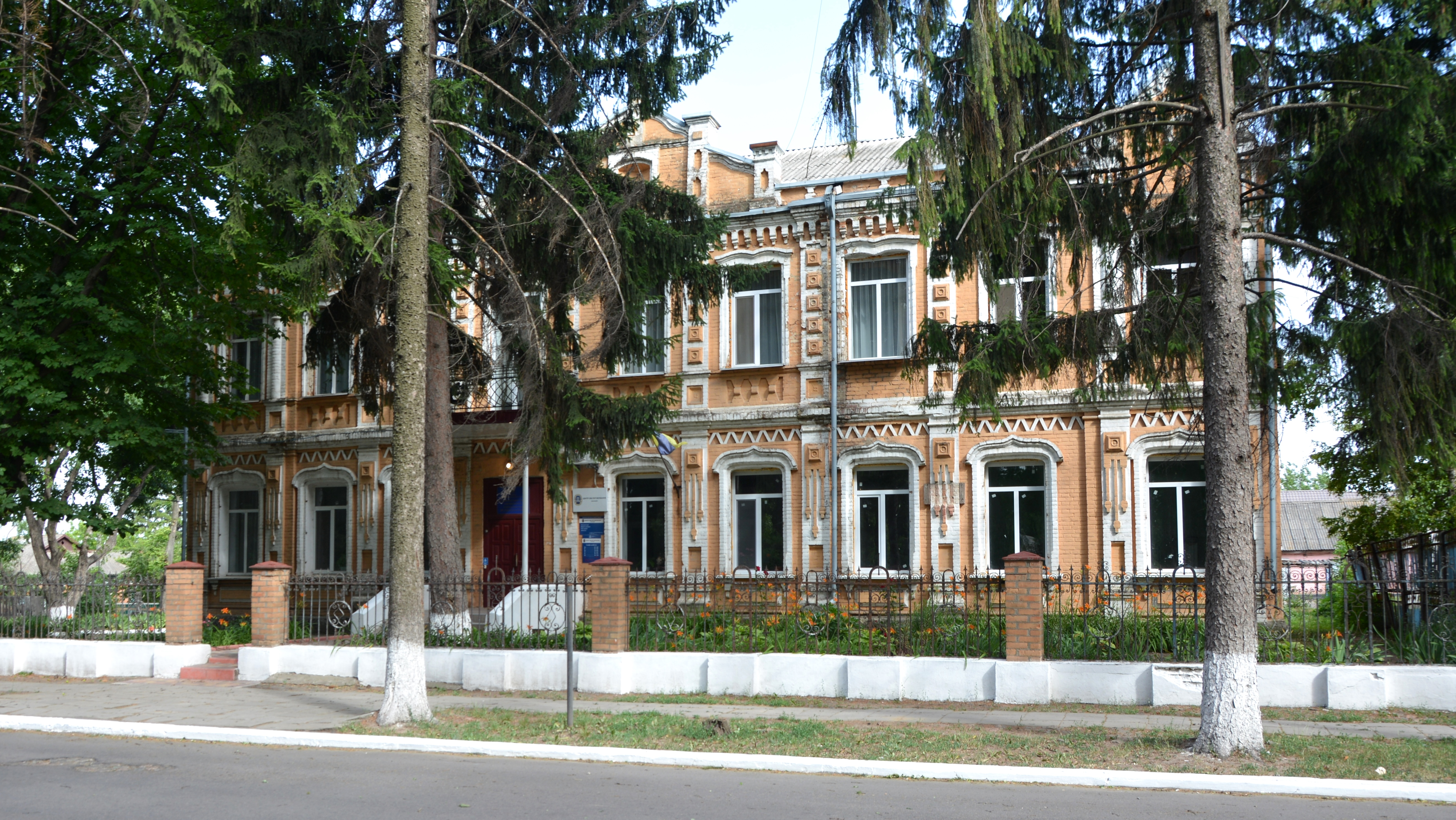
Dom hazardowy, zbudowany w 1908 roku

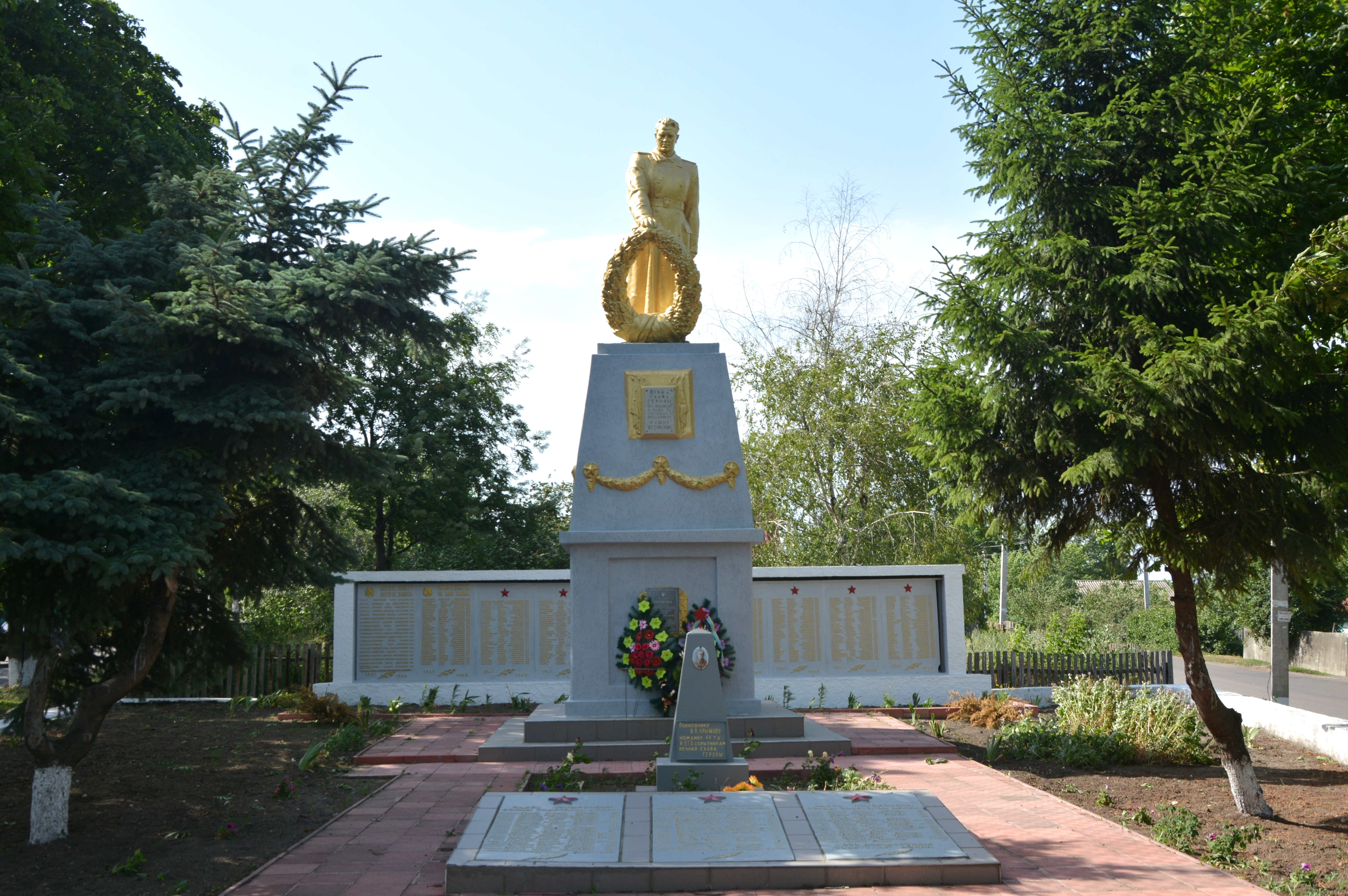
pomnik poległym w czasie II wojny światowej

Obszar Hołowaniwska zamieszkany był już trzy tysiące lat p.n.e., o czym świadczą pozostałości osady kultury trypolskiej odkryte w centrum osiedla, na lewym brzegu rzeki Kajnary.
Pierwsza wzmianka o miejscowości pochodzi z dokumentów eparchii podolskiej z 1764 roku. Nowożytna osada zasiedlona została głównie przez ludność z Podola i Kijowszczyzny. Właścicielami miejscowości byli wówczas Potoccy. Pod koniec XVIII stulecia Hołowaniwsk określany był już jako miasteczko i stanowił siedzibę wołości w ujeździe bałckim, w guberni podolskiej.
W drugiej połowie XIX wieku miejscowość obejmowała 314 gospodarstw i liczyła ok. 4,8 tys. mieszkańców. Znajdowały się w niej cerkiew prawosławna, kościół, synagoga, dwie gospody, wytwórnia świec, gorzelnia, garbarnia, cegielnia, ubojnia oraz dwa młyny wodne. 
W 1890 roku niedaleko miasteczka wybudowano linię kolejową oraz stację, która otrzymała nazwę Hołowaniwsk. 
Na początku XX w. w Gołowanowsku znajdowało się 5 fabryk (ceglanych, powozowych, gorzelni, skórzanych i świeczniczych), bank, hotel, 106 sklepów, dwie karczmy, karczma itp. W 1908 roku otwarto Dom hazardowy.
W 1914 r. wykopano studnię, która działa do dziś. 
Podczas wojny radziecko-ukraińskiej 6-15 stycznia 1920 r. działał tu Konny Pułk Czarnych Zaporożców Ukraińskiej Republiki Ludowej.
W 1923 roku miejscowość została ustanowiona siedzibą nowo utworzonego rejonu hołowaniwskiego.
W czasie II wojny światowej Hołowaniwsk był okupowany przez wojska hitlerowskie od 30 lipca 1941 roku do 15 marca 1944 roku i działał wówczas niemiecki obóz koncentracyjny.
W 1957 miejscowość otrzymała status osiedla typu miejskiego.
W 2015 roku odsłonięto pomnik żołnierzy poległych w czasie wojny rosyjsko-ukraińskiej.